# Hale (Wisconsin)
Hale es un pueblo ubicado en el condado de Trempealeau en el estado estadounidense de Wisconsin. En el Censo de 2010 tenía una población de 1.037 habitantes y una densidad poblacional de 5,74 personas por km².

## Geografía
Hale se encuentra ubicado en las coordenadas 44°28′1″N 91°17′34″O / 44.46694, -91.29278. Según la Oficina del Censo de los Estados Unidos, Hale tiene una superficie total de 180.57 km², de la cual 180.49 km² corresponden a tierra firme y (0.05%) 0.08 km² es agua.

## Demografía
Según el censo de 2010, había 1.037 personas residiendo en Hale. La densidad de población era de 5,74 hab./km². De los 1.037 habitantes, Hale estaba compuesto por el 97.01% blancos, el 0.19% eran afroamericanos, el 0.19% eran amerindios, el 1.25% eran asiáticos, el 0% eran isleños del Pacífico, el 0.39% eran de otras razas y el 0.96% pertenecían a dos o más razas. Del total de la población el 0.87% eran hispanos o latinos de cualquier raza.